# سوزي تومبكينز بويل
سوزي تومبكينز بويل (بالإنجليزية: Susie Tompkins Buell)‏ هي رائدة أعمال أمريكية، ولدت عام 1943 في سان فرانسيسكو في الولايات المتحدة. شاركت تومبكينز بويل في تأسيس شركة إيسبري القابضة للملابس كما ساهمت في تأسيس العلامة التجارية ذا نورث فيس مع زوجها الأول دوغلاس تومبكينز. وهي معروفة أيضًا بصداقتها الوثيقة مع بيل كلينتون وهيلاري كلينتون، وتعتبر أيضا من أهم وأكبر المتبرعين للحزب الديمقراطي.

## حياتها المبكرة
ولدت سوزي تومبكينز بويل في سان فرانسيسكو في عام 1943، للوالدين كلارابيل وفلويد راسل. كان والدها «مفوض المراهنة» وعمل في مجال العقارات. في مرحلة الطفولة، كان لعائلتها منزلًا ثانيًا في بوليناس، كان له تأثير عميق على حبها للطبيعة.
التحقت بالمدرسة الابتدائية في مدرسة دير القلب المقدس، ومدرسة أوجاي فالي، ومدرسة الآنسة بورك. وفي المرحلة الثانوية، التحقت بثانوية لويل في فصل عام 1960 لكنها لم تتخرج.

## وصلات خارجية
جمعية سوزي تومبكينز بويل